# Acrolophus spinifera
Acrolophus spinifera är en fjärilsart som beskrevs av Edward Meyrick 1913. Acrolophus spinifera ingår i släktet Acrolophus och familjen Acrolophidae. Inga underarter finns listade i Catalogue of Life.